# Fontes (Santa Marta de Penaguião)
Pour les articles homonymes, voir Fontes.
Fontes est une freguesia du Portugal qui fait partie de la municipalité de Santa Marta de Penaguião.